# Графф, Людвиг
Людвиг Графф (нем. Ludwig Graff de Pancsova; 2 января 1851, Панчево — 6 февраля 1924, Грац) — австрийский зоолог, ректор Грацского университета имени Карла и Франца.

## Биография
Людвиг Графф родился в 1851 году в Венгрии, образование получил в Граце.
В 1874 году приват-доцент в Мюнхене, с 1884 года профессор зоологии в Граце, один из лучших знатоков отряда турбеллярий. Своими работами по анатомии, систематике и зоогеографии этого класса червей, Графф положил основу дальнейшему изучению этих животных.
Из числа научных трудов Графф выдаются особенно следующие: «Monographie der Turbellarien» (2 т., 1882 и 1899); «Die Organisation der Turbellaria acoela» (1891); «Report of the Myzostomidae» (в отчёте экспедиции Challenger, 1884—87); «Pelagische Polycladen» (1892).